# Marquesado de Torrefranca
El Marquesado de Torrefranca es un título nobiliario español creado por el rey Carlos IV el 28 de septiembre de 1792 con el vizcondado previo de Alburquerque a favor de Alfonso de Alburquerque y Guevara, teniente general de la Armada, gobernador político y militar de Cartagena. Bailío de la Orden de Malta. 
Su nombre se refiere a Torrefranca, localidad del municipio andaluz de Dos Torres, en la Provincia de Córdoba. 
Fue rehabilitado en 1916 por Rafaela Selva y Mergelina.

## Marqueses de Torrefranca
|                               | Titular                           | Periodo                |
| Creación por Carlos IV        | Creación por Carlos IV            | Creación por Carlos IV |
| ----------------------------- | --------------------------------- | ---------------------- |
| I                             | Alfonso de Alburquerque y Guevara | 1792-                  |
| Rehabilitado por Alfonso XIII |                                   |                        |
| IV                            | Rafaela Selva y Mergelina         | 1916-1941              |
| V                             | María del Pilar Ros y Selva       | 1951-1990              |
| VI                            | Rafael Fernández y Ros            | 1990-actual titular    |

## Historia de los marqueses de Torrefranca
- Alfonso de Alburquerque y Guevara, I marqués de Torrefranca.

Casó con María de la Encarnación de Vera Rocafull Puxmarin sin hijos.
Rehabilitado en 1916
- Rafaela Selva y Mergelina, II marquesa de Torrefranca.[1][2]

Casó con José Ros y Tamarit. Le sucedió su hija:
- María del Pilar Ros y Selva, III marquesa de Torrefranca.[1][3]

Casó con Rafael Fernández y Reyes. Le sucedió su hijo:
- Rafael Fernández y Ros, IV marqués de Torrefranca.[1][4]

Casó con María Isabel Carlos y Sánchez.